# Titularerzbistum Cypsela
Cypsela (ital.: Cipsela) ist ein Titularerzbistum der römisch-katholischen Kirche.
Es geht zurück auf ein früheres Bistum der antiken Stadt Kypsela in Ostthrakien, heute İpsala im europäischen Teil der Türkei.
| Titularerzbischöfe von Cypsela |                                                  |                                                       |                 |                  |
| Nr.                            | Name                                             | Amt                                                   | von             | bis              |
| 1                              | Redmond Garrett Prendiville                      | Koadjutorerzbischof von Perth (Australien)            | 11. Juli 1933   | 24. Mai 1935     |
| 2                              | Paul Kiredjian                                   | Koadjutorerzbischof der Erzeparchie Istanbul (Türkei) | 2. März 1936    | 28. März 1936    |
| 3                              | Norman Thomas Gilroy                             | Koadjutorerzbischof von Sydney (Australien)           | 1. Juli 1937    | 8. März 1940     |
| 4                              | Mečislovas Reinys Titularerzbischof pro hac vice | Weihbischof in Vilnius (Litauen)                      | 18. Juli 1940   | 8. November 1953 |
| 5                              | Eugenio Giambro                                  | emeritierter Bischof von Nicastro (Italien)           | 2. Februar 1955 | 17. Februar 1960 |
| 6                              | Johannes Petrus Huibers                          | emeritierter Bischof von Haarlem (Niederlande)        | 27. Juni 1960   | 20. April 1969   |